# Mathieu Babaud Darret
Mathieu Babaud Darret est un homme politique ivoirien né en 1950 dans la commune de Treichville (Abidjan).

## Biographie

### Origines et formation
Né en 1950 à Abidjan, précisément dans la commune de Treichville, Mathieu Babaud Darret fait ses études secondaires au lycée classique d'Abidjan où il obtient un baccalauréat série A4. De 1971 à 1975, il poursuit ses études universitaires à la faculté de droit de l'université d'Abidjan d’où il sort avec une maîtrise de droit des affaires. Il va ensuite faire entre septembre 1976 et juin 1978, une formation professionnelle au Centre international de perfectionnement des cadres des P et T(CIPEC-PT) pour décrocher un diplôme d’inspecteur des télécommunications ; avant de passer une année à l’École nationale supérieure des télécommunications de Paris (d’octobre 1978 à juin 1979) pour acquérir un diplôme d’inspecteur principal des télécommunications.

### Expérience professionnelle
Mathieu Babaud Darret a travaillé de 1982 à 1984 à la direction générale des télécommunications-OPT en tant que chef de Centre de la comptabilité des télécommunications.  Il a ensuite été directeur du Centre de facturation et de Recouvrement des Télécommunications à l’Office National des Télécommunications, avec pour responsabilité sur tout le territoire national, de 1984 à 1991.  Il va plus tard occuper le poste de directeur du département finances et budget de CI-Telcom (de 1991 à 1995) avant d’être promu directeur des ressources humaines de ladite entreprise de 1995 à 1997. Entre 1997 et 2005, Mathieu Babaud Darret exerce successivement au sein de la société Côte d'Ivoire Telecom, les fonctions de directeur du département gestion du personnel (de 1997 à 1999) ; directeur adjoint du projet internet « Aviso » (de 1999 à 2000) ; directeur adjoint du projet « Sesame » (de 2000 à 2001) ; directeur du département soutien et procédures (de 2001 à 2002) ; directeur du département inspection, contrôle et sécurité (de 2002 à 2004) ; puis conseiller et chargé de mission du directeur général (de 2004 à 2005).
Il va intégrer en 2006 le ministère de la construction, de l’urbanisme et de l’habitat en qualité de conseiller technique du ministre jusqu’en 2007, où il est nommé secrétaire permanent de l’inspection générale du ministère de l’enseignement supérieur et de la recherche de Côte d’Ivoire.

### Carrière politique
Membre du Rassemblement des houphouëtistes pour la démocratie et la paix (RHDP), Mathieu Babaud Darret fait son entrée dans le 13e gouvernement de la deuxième République de Côte d’Ivoire, le 1er juin 2011 en qualité de ministre des Anciens combattants et des Victimes de guerre. Il est reconduit à ce poste le 13 mars 2012 pour une durée de quelques mois, avant d’occuper la fonction de ministre des Eaux et Forêts de novembre 2012 à janvier 2016. Il est nommé ministre-gouverneur du district autonome du Sassandra-Marahoué le 18 juin 2021.

## Distinction
- Chevalier dans l’ordre du travail des télécommunications (Argent et vermeille)[1].